# Mézence
Mézence  ou Mezentius, dans la  mythologie romaine est un roi étrusque et le père de Lausus. 
Son sort est incertain : dans l'Énéide il est tué par Énée et dans des versions postérieures il survit.

## Étymologie
Son nom se rattache à la racine indo-européenne *med- « mesurer, prendre des mesures », d'où « soigner » et « gouverner ». Mézence est « le chef ».

## Légende
Mézence est envoyé en exil à cause de sa cruauté et il s'installe dans le Latium. 
Sur les champs de bataille, il se complaît dans le sang et la cruauté. Le peuple romain le connaît surtout comme contemptor divum et contemptor deum  (« blasphémateur »  ou  « qui s'attribue les honneurs des dieux »). 
Il apparaît dans l’Énéide  de Virgile, principalement au livre X, où, avec Turnus, il fait la guerre à Énée et aux Troyens voulant s'implanter en Italie centrale. 
Dans la bataille avec Énée, Mézence est très grièvement blessé par un coup de lance, mais son fils Lausus bloque bravement le coup fatal d'Énée. Lausus est ensuite tué par Énée et Mézence arrive à échapper à la mort. Dès qu'il apprend que Lausus est mort à sa place, Mézence ressent de la honte et retourne au combat sur son cheval Rhaebus afin de le venger. 
Il arrive à dominer Énée en lui tournant autour avec son javelot, mais finalement ce dernier tue le cheval et Mézence avec une lance en les embrochant simultanément. Mourant, il reste provocant, sans peur, et demande simplement d'être inhumé avec son fils. 
Dans le mythe traditionnel antérieur à l'Énéide, Mézence survécut à Énée, qui « disparut » dans le fleuve auquel Énée fut associé dans un culte héroïque. Cependant, son bienfaiteur Mécène étant étrusque, Virgile dépeignit Mézence comme un tyran et lui attribue personnellement des maux comme la torture et la sauvagerie que les auteurs grecs avaient déjà attribués aux Étrusques (un préjugé ethnique déjà présent dans les Hymnes homériques .